# Nötigung (Deutschland)
Die Nötigung ist ein Vergehen gegen Personen, das als Freiheitsdelikt im deutschen Strafrecht in § 240 des Strafgesetzbuches (StGB) geregelt ist. Durch die Regelung als Straftat soll die Freiheit des Willens von Personen vor Beeinträchtigungen durch Gewalt und Drohung geschützt werden.
§ 240 StGB verbietet es, einen anderen mittels Gewalt oder Drohung mit einem empfindlichen Übel in verwerflicher Weise zu einem bestimmten Handeln, Dulden oder Unterlassen zu nötigen. Über die zutreffende Interpretation dieser Beschreibung besteht seit langem Streit, da die Begriffe der Gewalt, des empfindlichen Übels und der Verwerflichkeit unscharf sind. Besonders kontrovers diskutiert wird die Auslegung des Gewaltbegriffs. Die Strafgerichte sind um möglichst effektiven Schutz der Willensfreiheit bemüht und neigen zu einer weiten Auslegung des Gewaltbegriffs. So bewerteten sie etwa Sitzblockaden, die ein passives Versperren von Straßen, Schienen und Einfahrten nach sich ziehen, als Gewalt gegenüber denjenigen, die diese Wege widmungsgemäß benutzen wollen. Diesem Standpunkt wird vielfach vorgeworfen, den Begriff der Gewalt zu überdehnen. Mehrfach hatte sich das Bundesverfassungsgericht mit der Frage auseinanderzusetzen, ob die Auslegung des Gewaltbegriffs durch die Rechtsprechung mit dem Bestimmtheitsgebot des Art. 103 Abs. 2 GG vereinbar ist.
Die Nötigung ist strafbewehrt mit einer Freiheitsstrafe bis zu drei Jahren oder Geldstrafe. Gemäß § 12 Abs. 2 StGB ist die Nötigung damit ein Vergehen. In schweren Fällen ist eine Bestrafung mit bis zu fünf Jahren Freiheitsstrafe möglich.
Laut polizeilicher Kriminalstatistik wurden 2022 in Deutschland 62.566 Fälle des § 240 StGB angezeigt. Die Aufklärungsquote bewegt sich seit vielen Jahren zwischen 80 % und 90 % und liegt damit auf überdurchschnittlich hohem Niveau.
Gewalt wurde bereits im römischen Recht sanktioniert, insbesondere entstanden in der Kaiserzeit Straftatbestände, die Aspekte unter Strafe stellten, die dem heutigen Nötigungstatbestand vorangehen. Diesen entwickelten dann maßgeblich die früheren deutschen Partikularstaaten und das deutsche Strafrecht. Österreich und die Schweiz orientierten sich hieran und formulierten in § 105 StGB beziehungsweise in Art. 181 StGB ähnlich strukturierte Tatbestände.

## Normierung und Schutzzweck
§ 240 StGB lautet seit seiner letzten Änderung vom 10. November 2016 wie folgt:
(2) Rechtswidrig ist die Tat, wenn die Anwendung der Gewalt oder die Androhung des Übels zu dem angestrebten Zweck als verwerflich anzusehen ist.
(3) Der Versuch ist strafbar.
(4) In besonders schweren Fällen ist die Strafe Freiheitsstrafe von sechs Monaten bis zu fünf Jahren. Ein besonders schwerer Fall liegt in der Regel vor, wenn der Täter
1. eine Schwangere zum Schwangerschaftsabbruch nötigt oder
2. seine Befugnisse oder seine Stellung als Amtsträger mißbraucht.
§ 240 StGB ist ein Erfolgsdelikt. Geschütztes Rechtsgut ist die Freiheit der Willensentschließung und Willensbetätigung. Die Willensbildungsfreiheit beschreibt die Möglichkeit zur freien Auswahl aus mehreren Verhaltensmöglichkeiten, die Willensbetätigungsfreiheit die Möglichkeit des Vollzugs der gewählten Verhaltensmöglichkeit.
Kritisiert wird häufig, dass die Beschreibung des Schutzzwecks zu weit gehe, weshalb eine Eingrenzung vorzunehmen sei. So werde der Normzweck auf die „rechtlich garantierte Freiheit“ beschränkt. Nach dieser Auffassung kann das gewaltsame Eintreiben von Schulden zwar eine Körperverletzung darstellen, nicht jedoch eine Nötigung, denn der Schuldner darf nicht frei darüber entscheiden, ob er seine Schuld begleicht oder nicht. Gleiches gelte für die Chantage. Andere Kritiker möchten die Anwendung von willensbrechender Gewalt (vis absoluta) aus dem Nötigungstatbestand ausgeklammert wissen, weil dem Opfer in diesen Fällen kein Raum gelassen werde, seine Handlung selbst zu bestimmen, eine Handlung also vorzunehmen, oder sie zu unterlassen beziehungsweise zu dulden. Wer einen anderen bewusstlos schlägt, um ihm eine Sache wegzunehmen, macht sich in dieser Hinsicht nicht wegen Nötigung strafbar, sondern wegen Körperverletzung und Raub. Beide Eingrenzungsversuche haben sich in der Praxis allerdings bislang nicht durchgesetzt.

## Entstehungsgeschichte

### Gewaltverbot zum Schutz des öffentlichen Friedens
Einige Strafrechtler sehen das crimen vis, ein „Gewalt“-Tatbestand des römischen Strafrechts, als Vorläufer des modernen Nötigungstatbestandes an. Die vom crimen vis ausgehende Gefahrenabwehr diente ursprünglich allein dem Schutz der öffentlichen Ordnung und dem gesellschaftlichen Rechtsfrieden. Kein Schutzgegenstand des Gewaltbegriffs war hingegen die persönliche, die individuelle Freiheit. Als „Gelegenheitsgesetz“, das sich neben ältere Regelungen, wie die iniuria reihte, war der Deliktstyp erst im Übergang von der römischen Republik zur Kaiserzeit erdacht und herausgebildet worden. Da das frühe römische Recht Deliktstatbestände zumeist noch als Ansammlung kasuistischer Fälle begriff, umfasste crimen vis eine große Spannbreite von Formen des gewaltsamen Fehlverhaltens. Allerdings entzog sich diese heterogene Anwendung einer dogmatischen Systematisierung, denn in Rom waren juristische Methodik und Abstraktion fremd. Durch wissenschaftliche Weiterverarbeitung und Rechtsprechung unterlag der Tatbestand aber Entwicklungsstufen und Änderungen in seiner Gestaltung. Dennoch blieb er über die Zeit der wandelvollen römischen Epoche nur unscharf konturiert.

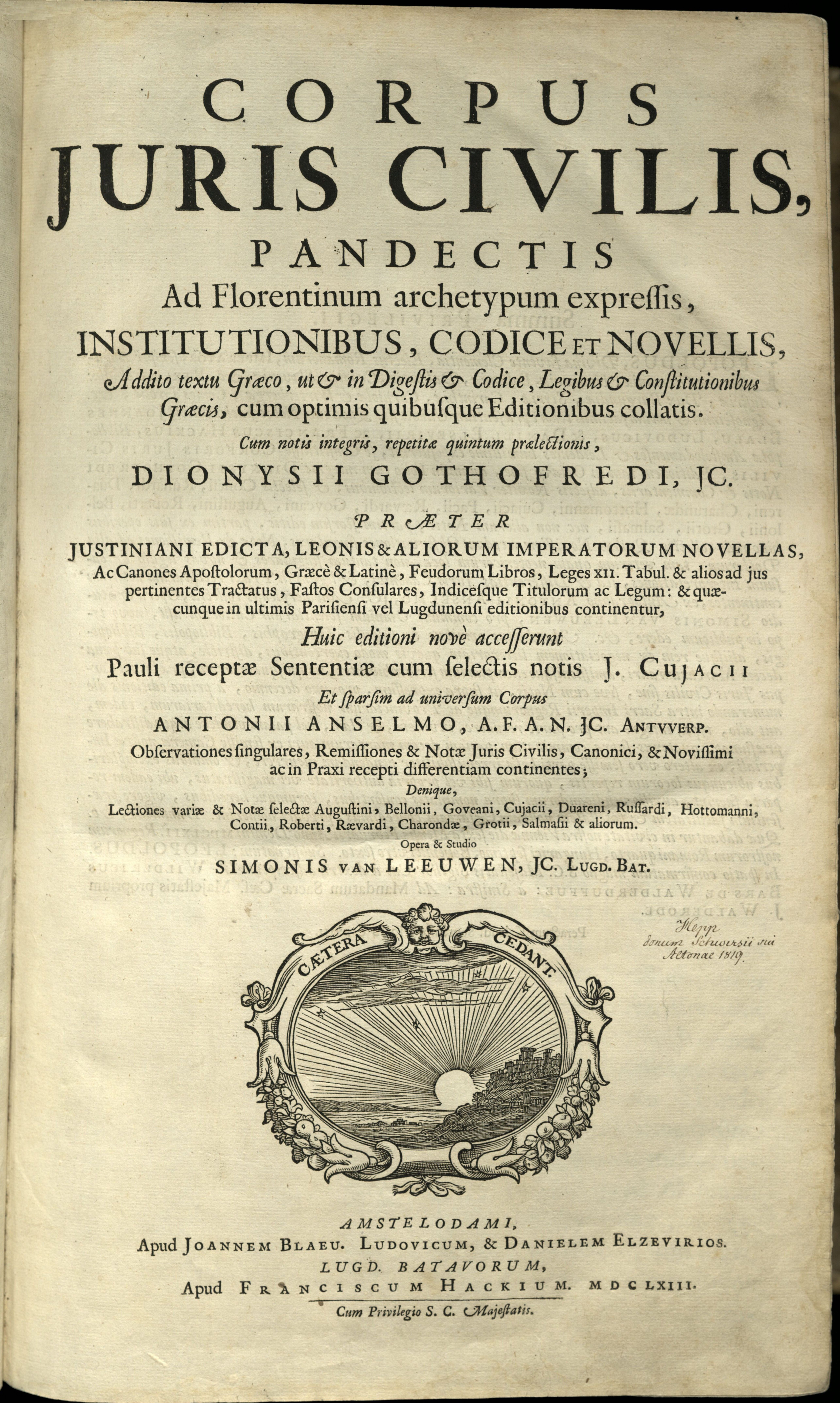
Corpus iuris civilis, 1663

Seinen Ausgang nahm das crimen vis in der julianischen Gesetzgebung. Die Quellen weisen auf eine lex Julia de vi hin, die noch von Caesar, möglicherweise auch erst von Augustus, statuiert wurde. Ursprünglich stand der Tatbestand für diejenigen Störungen, die von Gläubigern ausgingen, die ihre Pfandsachen oder auch Grundstücke, die sie zu Sicherungszwecken hingegeben hatten, zur Unzeit mit Gewalt zurückforderten. Während der wissenschaftlich geprägten Zeit der klassischen Jurisprudenz wurde der Begriff dann deutlich ausgeweitet und fand – in der Spätantike noch mehrmals modifiziert – seinen Niederschlag in den Digesten und im Codex, Bestandteile des Corpus iuris civilis (CIC). Durch die thematische Ausweitung entwickelte sich der Deliktstyp zu einem Auffangtatbestand, in dieser Eigenschaft auch bestimmend für das spätere Gemeine Recht während der Zeit des Alten Reichs. Unterschieden wurden dabei die vis publica und die vis privata, öffentliche beziehungsweise privat veranlasste Vergehen. Der Tatbestand wurde zunehmend auch auf nicht politisch motivierte Gewaltanwendungen angewandt, soweit sie das Potential besaßen, den öffentlichen Frieden zu stören; so etwa auf die Misshandlung von Untertanen durch Beamte, die tätliche Beleidigung, die gewalttätige Behinderung von Amtsträgern bei der Amtsausübung, die verbotene Selbsthilfe und das gewalttätige Erzwingen oder Verhindern einer Handlung. Auch auf die Störung der Totenruhe und des Gottesdienstes fand das crimen vis Anwendung.

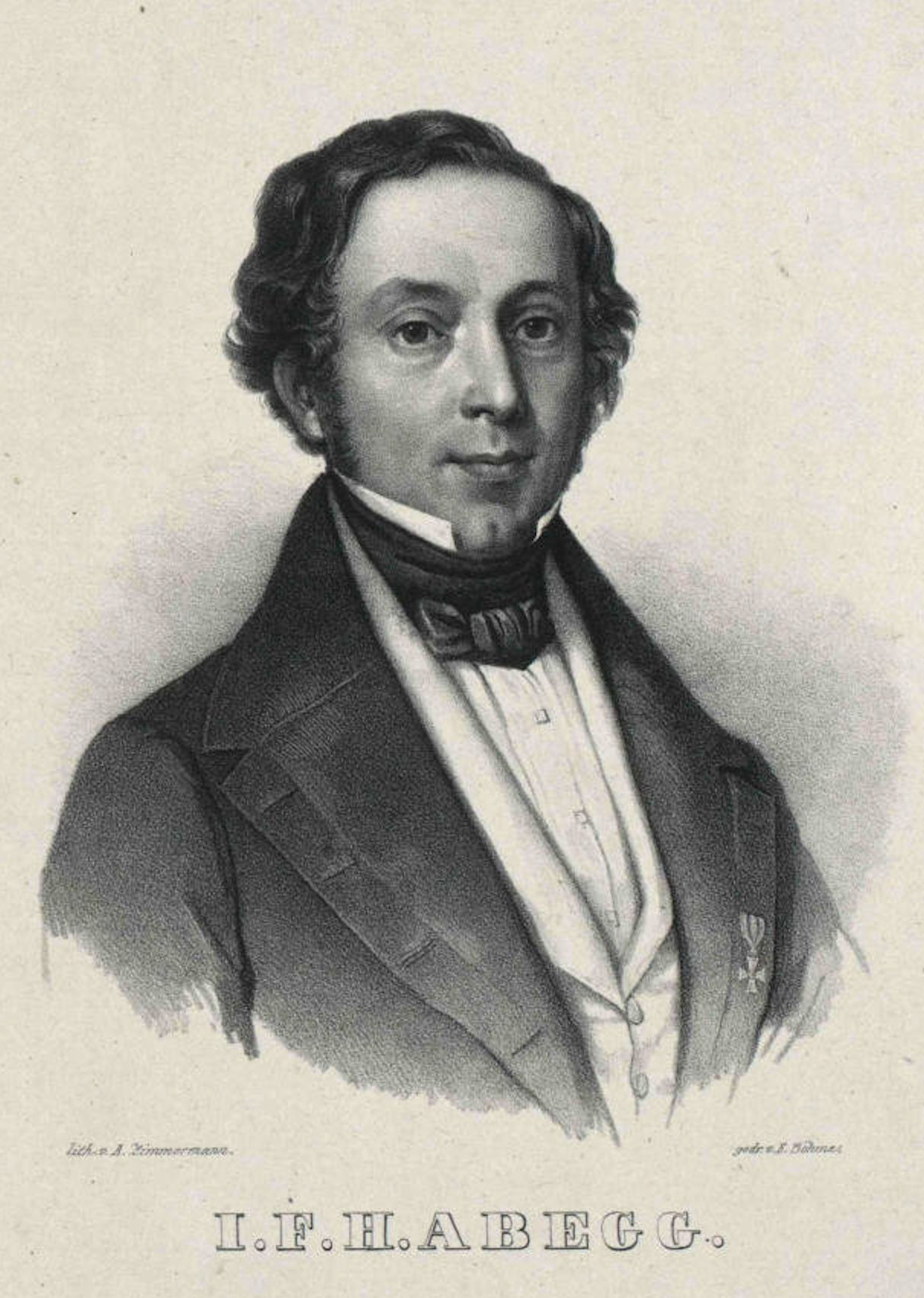
Julius Abegg

Sehr lange wurde der Tatbestand des crimen vis dem Leitgedanken der „Gefährdung der öffentlichen Sicherheit und des Friedens“ unterworfen. Allein die öffentliche Ordnung stand im Vordergrund. Mit Julius Abegg erhielt der Sammeltatbestand dann erste trennschärfere Konturen, ohne dass die Fälle der Beeinträchtigungen selbst allerdings eingeengt worden wären. Immerhin wandelte sich der Auffangtatbestand zu einer strafrechtlichen Generalklausel. Zudem formulierte Abegg crimen vis erstmals als Freiheitsdelikt. Diesen Friedensaspekt trägt auch der heutige Nötigungstatbestand. Kodifikationen der gemeinrechtlichen Zeit, etwa die Constitutio Criminalis Carolina, schwiegen zur vis, was aber nicht etwa bedeutete, dass es sie nicht mehr gab. Nur wurde noch immer auf das Corpus iuris zurückgegriffen, dessen Interpretation sich allerdings selbst in stetigem Wandel befand. Zahlreiche Veränderungen waren durch den maßgeblich auf Deutschland durchwirkenden mos italicus mit dem Ziel vorgenommen worden, das Recht flexibler handhaben zu können und dem modernen Wirtschaftsverkehr dienstbar zu machen. Wiguläus von Kreittmayr war dann der erste, der den Begriff der Bedrohung in den Zusammenhang des Begriffs vis einführte.

### Die Nötigung in den Partikularstrafgesetzbüchern
Das crimen vis war über die Jahrhunderte zu einem gemeinrechtlichen Institut geworden. Im Zeichen der Entwicklungen, die der Renaissance-Humanismus, die Aufklärung und die Französische Revolution mit sich gebracht hatten, wurden um die Wende zum 19. Jahrhundert die großen kontinentaleuropäischen Naturrechtskodifikationen Preußens, Frankreichs und Österreichs statuiert. Enthalten waren auch strafrechtliche Regelungen. Das Allgemeine Landrecht für die Preußischen Staaten (ALR) war dabei die erste Kodifikation, die einen Nötigungstatbestand einführte. § 1077 II 20 ALR stellte es unter Strafe, einen anderen Menschen mit Gewalt gegen dessen Willen zu einem bestimmten Verhalten zu nötigen. Zwar diente diese Norm nach überwiegender Ansicht auch dem Schutz der öffentlichen Ordnung, im Mittelpunkt des § 1077 II 20 ALR Norm stand indes der Schutz der Willensfreiheit. Tatbestandlich konnte § 1077 II 20 ALR sowohl durch Gewaltanwendung als auch durch Drohung mit einem empfindlichen Übel verwirklicht werden. Hierdurch veränderte sich die Bedeutung des Merkmals Gewalt: War es früher noch der Anknüpfungspunkt des Strafvorwurfs, diente es nun dazu, zwischen strafbaren und straflosen Beeinträchtigungen der Willensfreiheit zu unterscheiden. Andere Partikularstaaten entwickelten in der Folgezeit ähnliche Nötigungstatbestände; so etwa das sächsische Strafgesetzbuch von 1838 (§ 168), das württembergische StGB von 1839 (§ 287) und das StGB des Großherzogtums Hessen von 1841 (Art. 168).
Inwiefern die neu geschaffenen Nötigungstatbestände auf dem crimen vis fußten, ist in der Strafrechtswissenschaft umstritten. Eine verbreitete Auffassung bejaht dies. Friedrich Schaffstein, ein prominenter Vertreter dieser Ansicht, führt die Nötigungsdelikte auf die Arbeiten Karl L. W. von Grolmanns zurück. Dieser habe die abstrakten Tatbestandsbestimmungen des crimen vis neu systematisiert und dabei unter dem Eindruck der Aufklärung den Schutz der menschlichen Entschlussfreiheit im Lichte der Grundrechte in den Mittelpunkt dieses Delikts gestellt. Hierdurch habe er für das crimen vis eine neue Legitimationsgrundlage geschaffen, auf deren Basis die Nötigungsdelikte entstanden seien. Andere Autoren lehnen die Verknüpfung der Nötigung mit dem crimen vis ab, da die Schutzzwecke beider Delikte zu unterschiedlich seien. So führt Joachim Hruschka § 1077 II 20 ALR maßgeblich auf einen von Nettelbladt entworfenen Nötigungsparagraphen zurück, der zwischen willensbrechender und willensbeugender Gewalt differenzierte und letztere als Nötigung begriff. Hruschka begründet dies mit der Ähnlichkeit der preußischen Norm mit Nettelbladts Entwurf und der persönlichen Verbindung Nettelbladts mit dem Autor des Strafrechtsteils des Landrechtes, Ernst Klein. Michael Kubiciel folgt diesen Ausführungen und sieht in der Ausgestaltung der Nötigung ein Produkt der Naturrechtsphilosophie. Nach Achim Bertuleit bieten nur wenige Partikularstrafgesetzbücher Ansatzpunkte für die Annahme, dass der Schutz der individuellen Freiheit auf Basis des crimen vis entwickelt wurde. Die meisten Gesetzbücher haben den Nötigungstatbestand unabhängig vom crimen vis als selbstständiges Freiheitsdelikt ausgestaltet.

### Entstehung des § 240 RStGB als unmittelbarer Vorläufer des heutigen Nötigungstatbestands

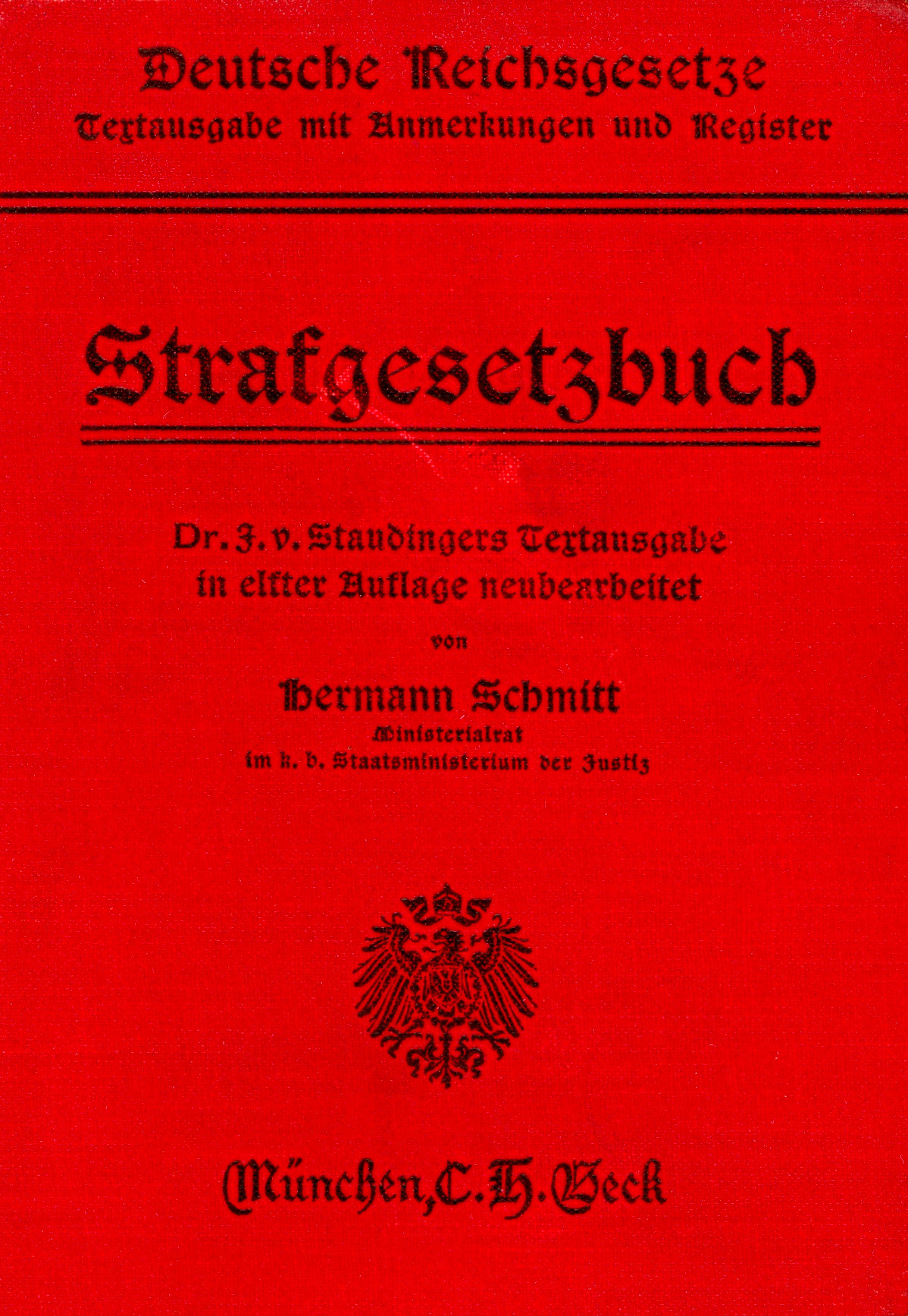
Reichsstrafgesetzbuch

Die Weiterentwicklung des deutschen Nötigungsstrafrechts wurde maßgeblich durch das preußische Strafgesetzbuch von 1851 geprägt, das vor allem durch den bedeutenden Protagonisten der Historischen Rechtsschule, Friedrich Carl von Savigny, angestoßen und formuliert wurde. Dieses stellte die Nötigung in § 212 unter Strafe. Tatbestandlich knüpfte diese Norm an die Drohung mit einer Straftat an, verzichtete also auf den Gewaltbegriff. Dieser Ansatz blieb jedoch vereinzelt; die meisten Partikulargesetzbücher nannten sowohl „Gewalt“ als auch „Drohung“ als Nötigungsmittel. Auf diese Weise verfuhr auch das weitgehend auf dem preußischen Strafgesetzbuch aufbauende Reichsstrafgesetzbuch von 1871, dessen § 240 unmittelbarer Vorläufer des heutigen § 240 StGB ist. Hiernach machte sich strafbar, wer einen anderen widerrechtlich durch Gewalt oder durch Bedrohung mit einem Verbrechen oder Vergehen zu einer Handlung, Duldung oder Unterlassung nötigte. Für die Tat konnten eine Gefängnisstrafe bis zu einem Jahr oder eine Geldstrafe bis 200 Talern verhängt werden. Flankiert wurde der Nötigungstatbestand durch die Nötigung im Amt (§ 339 StGB a. F.), einer Qualifikation, die eine höhere Strafe androhte, wenn der Täter die Nötigung unter Ausnutzung von Amtsgewalt beging.

### Strafrechtsangleichungsverordnung von 1943
Strukturelle Veränderungen erfuhr § 240 StGB durch die Strafrechtsangleichungsverordnung von 1943. Diese erweiterte die Strafnorm dahingehend, dass als Drohungsgegenstand nunmehr jedes „empfindliche Übel“ in Frage kam. Hierdurch setzte das Justizministerium eine vielfach erhobene Forderung um, die die Beschränkung der Drohungsalternative auf Straftaten als zu eng formuliert kritisiert hatte.
Diese Erweiterung war mit der Problematik verbunden, dass das Drohen mit einem empfindlichen Übel nicht pauschal als strafwürdig beurteilt werden kann. Hierfür sind zu viele Situationen denkbar, in denen solche Drohungen sozialadäquat sind. Als Beispiel sei die Drohung mit einer Klage gegen den säumigen Schuldner genannt. Die Verordnung begegnete dieser Problematik im Anschluss an Vorarbeiten aus dem juristischen Schrifttum, indem sie den Nötigungsparagraphen auf der Ebene der Rechtswidrigkeit beschränkte: Diese werde anders als bei anderen Tatbeständen nicht durch die Verwirklichung des Tatbestands indiziert, sondern sei durch einzelfallbezogene Beurteilung der Strafwürdigkeit der Tat festzustellen. Als Beurteilungsmaßstab nannte die Norm den unscharfen, allerdings verbreitet genutzten Begriff des gesunden Volksempfindens.
Die Verordnung erhöhte schließlich das Strafmaß: Nun konnte in Verbindung mit § 16 StGB a. F. eine Gefängnisstrafe von bis zu fünf Jahren verhängt werden. Damit einher ging die Aufhebung der Nötigung im Amt. Ferner schuf sie einen unbenannten besonders schweren Fall der Nötigung, der mit Gefängnisstrafe von mindestens sechs Monaten oder einer Zuchthausstrafe bestraft wurde, die gemäß § 14 StGB a. F. mindestens ein Jahr betrug und bis zu 15 Jahre dauern konnte.

### Nötigungsstrafbarkeit nach dem Zweiten Weltkrieg

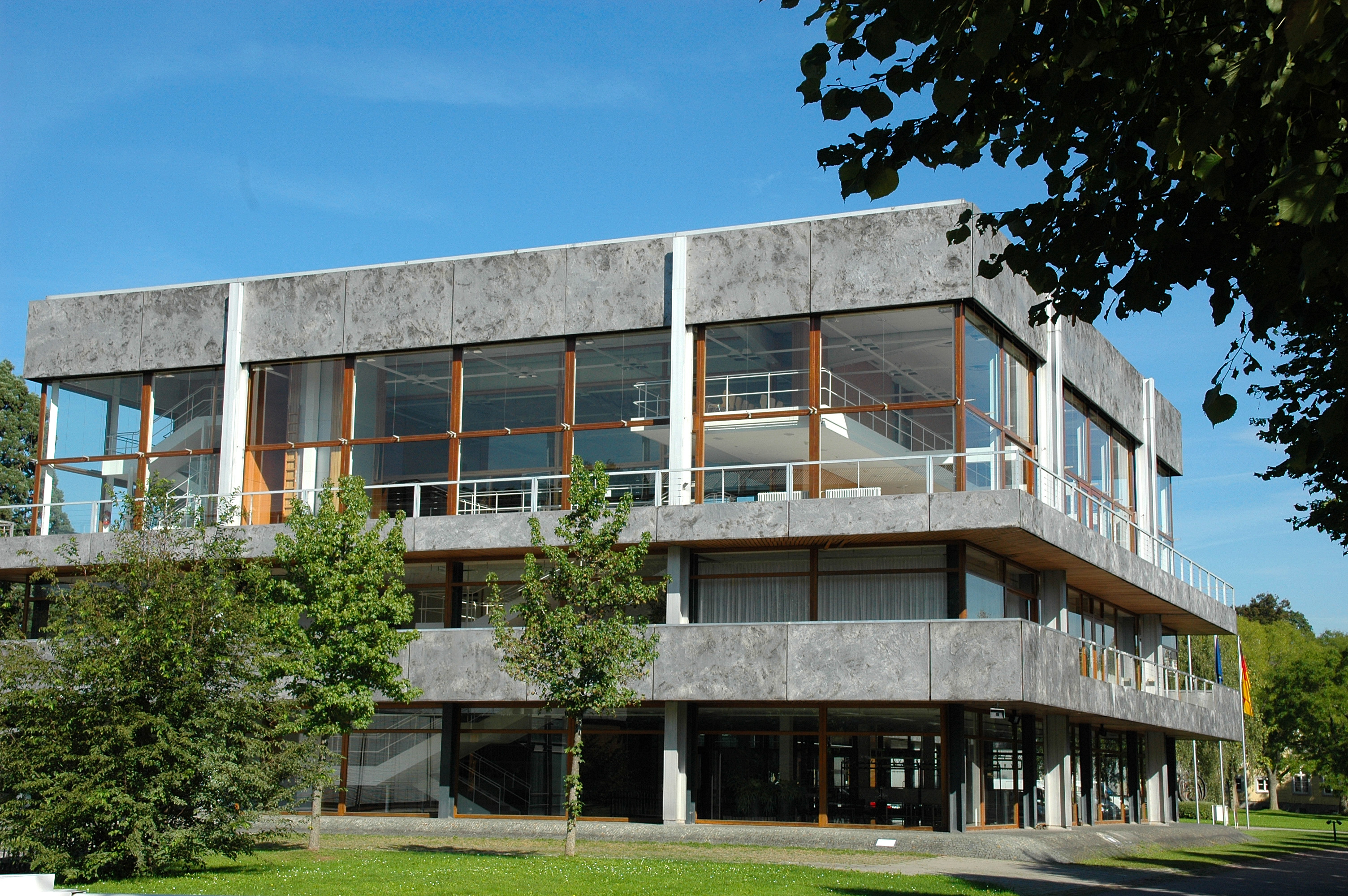
Das Bundesverfassungsgericht hat sich mehrfach mit der Verfassungsmäßigkeit des StGB und seiner Anwendung in der Praxis auseinandergesetzt

Nach dem Zusammenbruch des Deutschen Reichs galt der Nötigungsparagraf des RStGB zunächst fort. Der Bundesgerichtshof ging davon aus, dass die vom NS-Regime erarbeitete Tatbestandsfassung mit Besatzungsrecht vereinbar war, weil der Maßstab des gesunden Volksempfindens kein spezifisch nationalsozialistisches Gedankengut enthalte, sondern auf allgemeine Sittenvorstellungen verweise. Daher wandte er diese Fassung weiterhin an.
Das Strafrechtsänderungsgesetz von 1953 bestätigte diese Praxis, ersetzte allerdings auf Veranlassung der drei westlichen Besatzungsmächte den Begriff des gesunden Volksempfindens durch den Begriff der Verwerflichkeit, ohne hiermit eine inhaltliche Änderung zu bezwecken. Zudem reduzierte es die Höchststrafe des besonders schweren Falls auf zehn Jahre Zuchthaus.
Der Maßstab der Verwerflichkeit stieß wegen seiner begrifflichen Offenheit vielfach auf Kritik. Häufig wurde gegen ihn eingewendet, dem strafrechtlichen Bestimmtheitsgebot nicht gerecht zu werden.
Das Bundesverfassungsgericht schloss sich dieser Kritik nicht an, weil es die Regelung für hinreichend bestimmt hielt. Da sie als dogmatische Tatbestandseinschränkung zugunsten des Täters wirke und ihr Gegenstand in hohem Maß durch die Einzelfallumstände geprägt sei, könne es nicht beanstandet werden, dass ein wertungsoffener Begriff gebraucht werde.
Das Erste Strafrechtsreformgesetz von 1969 reduzierte zum 1. April 1970 die Höchststrafe für die einfache Nötigung auf drei Jahre Freiheitsstrafe, für den besonders schweren Fall auf fünf Jahre.
In der DDR galten das RStGB und damit einhergehend auch dessen Nötigungstatbestand zunächst fort. Am 1. Juli 1968 wurde das RStGB durch das Strafgesetzbuch der DDR abgelöst, das in § 129 einen eigenständigen Nötigungsparagrafen enthielt. Hiernach machte sich strafbar, wer einen Menschen mit Gewalt oder durch Drohung mit einem schweren Nachteil zu einem bestimmten Verhalten zwang. Mit dem Einigungsvertrag vom 3. Oktober 1990 wurde das StGB der DDR weitgehend durch das StGB der Bundesrepublik abgelöst. Dies schloss die Nötigungsstrafbarkeit mit ein. Im Zuge dessen wurde der Nötigungstatbestand der DDR hinfällig.

### Entwicklungen nach der deutschen Wiedervereinigung
1995, 1998 und 2005 ergänzte der Gesetzgeber mehrere Regelbeispiele, um den Begriff des besonders schweren Falls zu konkretisieren. Er bestimmte, dass ein besonders schwerer Fall in der Regel vorlag, wenn der Täter seine Stellung als Amtsträger missbrauchte oder das Opfer zum Schwangerschaftsabbruch, zu einer sexuellen Handlung oder zur Eingehung der Ehe nötigte. Das zuletzt genannte Regelbeispiel gliederte er 2011 in einen eigenständigen Straftatbestand, die Zwangsheirat (§ 237 StGB), aus. Das Regelbeispiel der Nötigung zu einer sexuellen Handlung strich der Gesetzgeber 2016, da es sich mit der sexuellen Nötigung des neu gefassten § 177 Abs. 2 Nr. 5 StGB überschnitten hätte.

## Tatbestand

### Gewalt

#### Klassischer Gewaltbegriff
Eine Strafbarkeit nach § 240 StGB setzt voraus, dass der Täter einen anderen in verwerflicher Weise durch Gewalt oder Drohung mit einem empfindlichen Übel nötigt. Die begriffliche Unschärfe dieser Tatbestandsmerkmale hat zu zahlreichen Kontroversen über die zutreffende Auslegung des Nötigungsparagraphen geführt. Dies gilt im Besonderen für den Gewaltbegriff, dessen Auslegung mehrfach wechselte. Den historischen Ausgangspunkt bildet der vom Reichsgericht formulierte klassische Gewaltbegriff, der sich durch drei Merkmale auszeichnet: Bei Gewalt handle es sich um eine physische Kraftentfaltung, die auf den Körper eines anderen einwirkt und hierdurch eine Zwangswirkung erzeugt, die der Beseitigung eines tatsächlich geleisteten oder erwarteten Widerstands dient. In der physischen Anwendungs- und Wirkungsweise des Tatmittels sah das Reichsgericht den entscheidenden Unterschied der Gewalt zum zweiten tatbestandsmäßigen Nötigungsmittel, der Drohung, das sich durch eine psychische Wirkung auszeichnete.

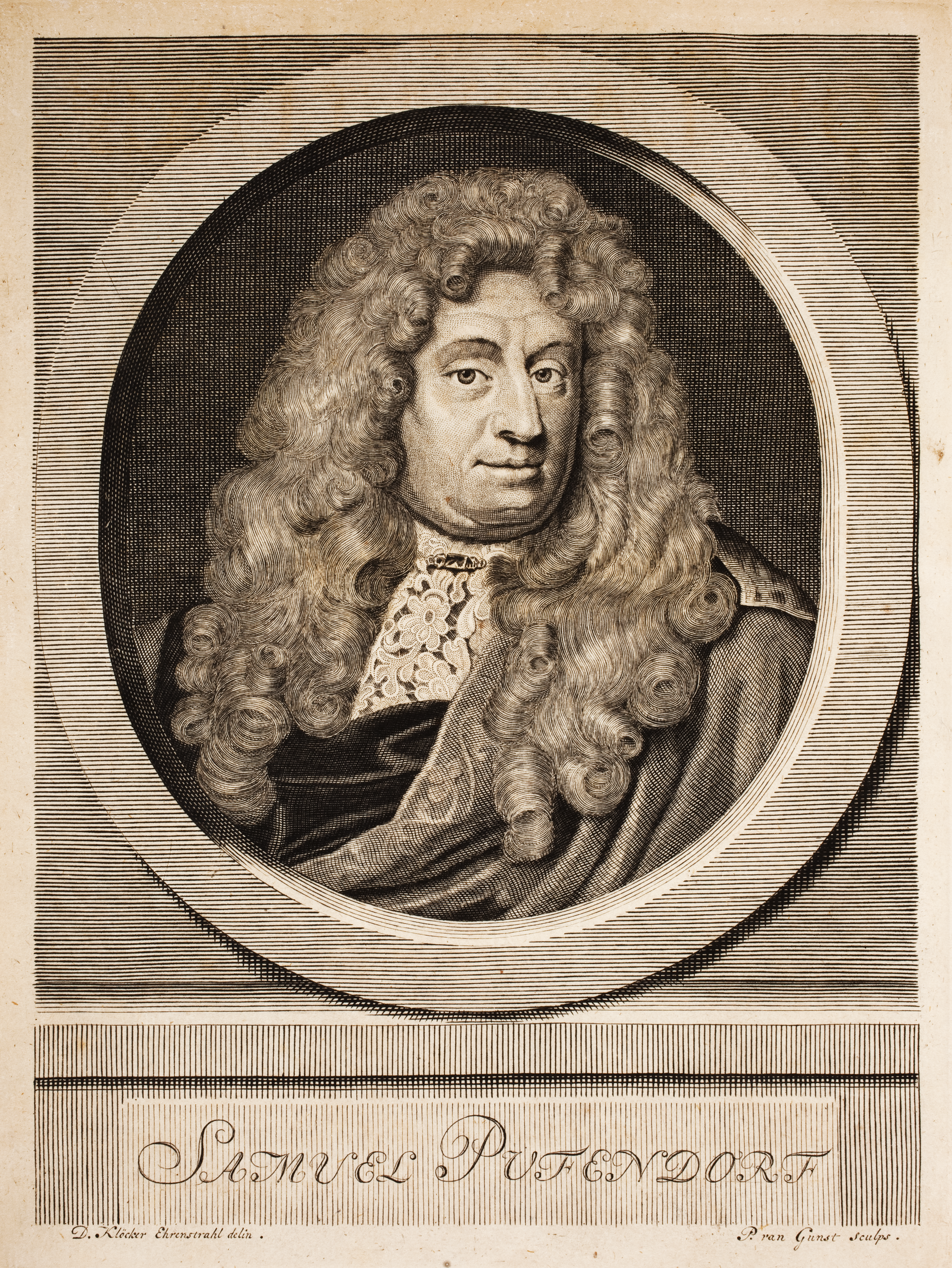
Samuel von Pufendorf

Das Reichsgericht unterteilte den Gewaltbegriff nach einer auf Pufendorf zurückgehenden Differenzierung in zwei Fallgruppen: willensbeugende (vis compulsiva) und willensbrechende Gewalt (vis absoluta). Vis compulsiva zeichnet sich dadurch aus, dass sich das Opfer unter dem Eindruck der Gewaltanwendung dazu entscheidet, sich so zu verhalten, wie es der Täter begehrt. So verhält es sich etwa, wenn der Täter das Opfer schlägt, um es zur Vornahme einer Handlung zu bewegen. Vis absoluta liegt demgegenüber vor, wenn die Gewaltanwendung des Täters dem Opfer physisch keine andere Wahl lässt, als sich so zu verhalten, wie es der Täter begehrt. So verhält es sich etwa, wenn der Täter das Opfer fesselt, einschließt oder betäubt, um zu verhindern, dass es ihm Widerstand leistet.
Gewalt verübt nach Auffassung des Reichsgerichts etwa, wer einen anderen einsperrt, da er hierdurch das Opfer physisch an der Fortbewegung hindere. Auch das Abfeuern von Schreckschüssen bewertete das Gericht als Gewaltanwendung, da dieses Verhalten auf die Sinne und das Nervensystem des Opfers einwirkte. Für tatbestandsmäßig hielt es ferner die physische Einwirkung auf Dritte oder auf Sachen, sofern dies für das Opfer einen körperlich wirkenden Zwang bedeutete. Grundsätzlich nicht für ausreichend hielt die Rechtsprechung demgegenüber die Verabreichung von Betäubungsmitteln, weil diese lediglich in psychischer Weise auf das Opfer einwirken. Als Gewalt lasse sich dies lediglich in Fällen begreifen, in denen der Täter das Betäubungsmittel zwangsweise durch Einsatz von Körperkraft verabreicht. Eine Bestrafung nach § 240 StGB erfolgte dennoch durch analoge Anwendung des Nötigungstatbestands, die der nationalsozialistische Gesetzgeber 1935 gestattet hatte.

#### Bedeutungsverlust der körperlichen Kraftentfaltung

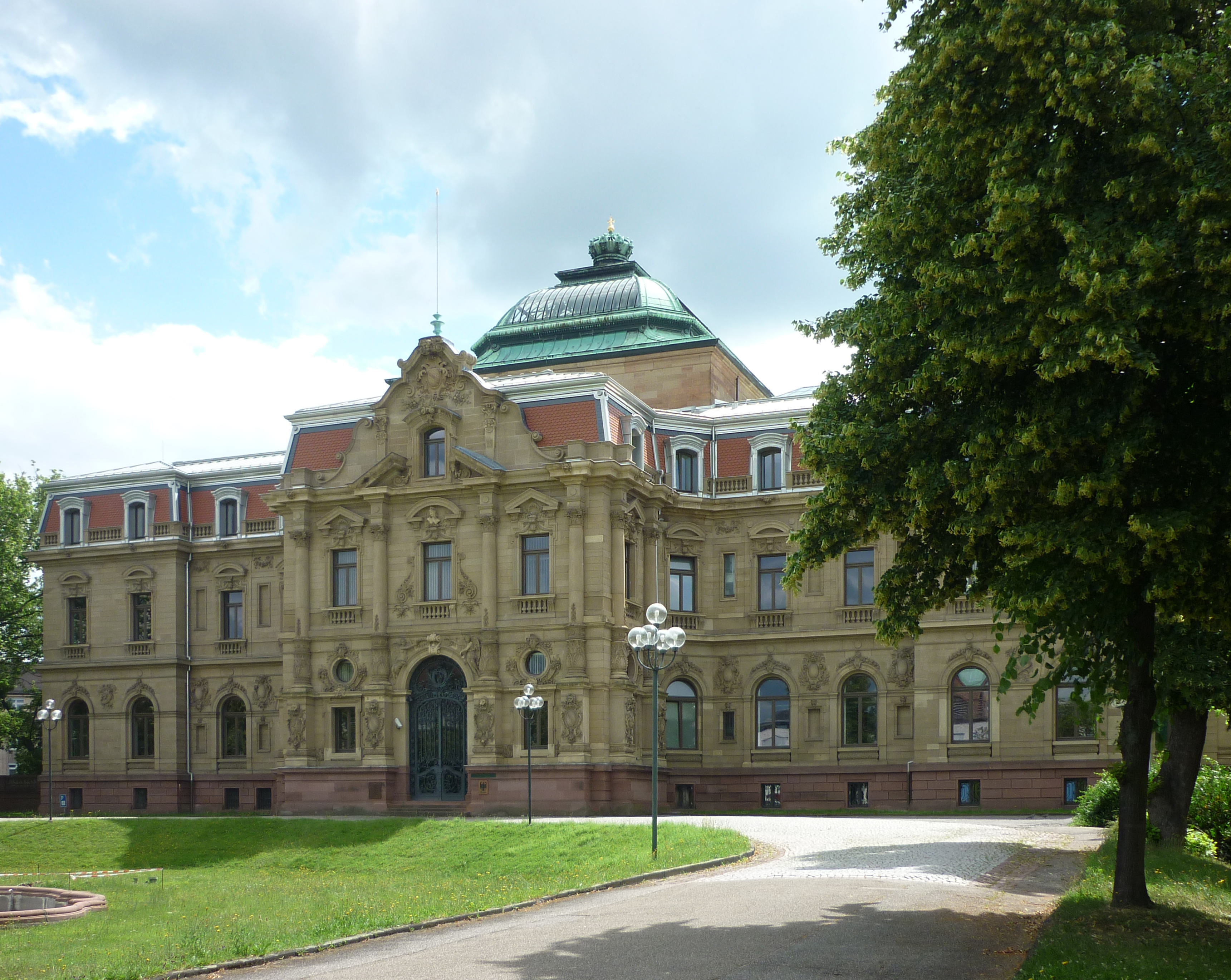
Der Bundesgerichtshof vertritt seit langem eine weite Auslegung des Gewaltbegriffs

Einige der genannten Beispiele zeigen, dass bereits ein geringes Maß an Körperlichkeit zur Annahme von Gewalt genügen konnte. In der Spruchpraxis des Reichsgerichts deutete sich damit eine zunehmende Ausdehnung des Gewaltbegriffs an. Der Bundesgerichtshof griff dies auf und modifizierte die Definition der Gewalt: Diese zeichne sich durch das Entstehen einer körperlichen Zwangswirkung beim Opfer aus; ob der Täter Körperkraft entfaltet, sei demgegenüber nicht von Belang. Hierdurch rückte die Rechtsprechung bei der Subsumtion unter den Gewaltbegriff die Perspektive des Opfers in den Vordergrund. Dies wirkte sich zunächst auf die angesprochenen Betäubungsmittelfälle aus. So nahm der Bundesgerichtshof an, dass die Einwirkung eines Betäubungsmittels unabhängig von der Art seiner Verabreichung eine Gewaltanwendung darstellte, weil dieses den Körper des Opfers lähmte. Entsprechendes vertrat er für das Einflößen von Alkohol.
Ferner subsumierte der Bundesgerichtshof Massen- und Generalstreiks unter den Gewaltbegriff des damaligen § 80 Abs. 1 StGB (Hochverrat), sofern sie dazu dienten, die verfassungsmäßige Ordnung umzustürzen. Es kam dabei aus Sicht des Gerichts nicht darauf an, ob dieser Umsturz durch eine körperliche Kraftentfaltung erfolgen sollte. Entscheidend sei das Vorliegen einer Zwangswirkung, die bei der Staatsführung entstehe, wenn der Streik derart umfangreich ist, dass er das Funktionieren des Staatsapparats gefährde. Die Ausführungen des Bundesgerichtshofs bezogen sich zwar auf eine andere Norm als den Nötigungsparagrafen, setzten allerdings die bereits aus der Betäubungsmittelrechtsprechung bekannte Tendenz fort, bei der Subsumtion unter den Gewaltbegriff schwerpunktmäßig auf die beim Opfer eintretende Zwangswirkung abzustellen.
Diese Entwicklung setzte sich auch im unmittelbaren Anwendungsbereich des Nötigungsparagraphen fort. So ging die Rechtsprechung davon aus, dass die durch dichtes Auffahren unter ständigem Hupen und Blinken beim Vordermann ausgelöste Sorge und Furcht einen körperlich wirkenden Zwang darstelle, da diese das Nervensystem physisch beeinträchtigten. Mit vergleichbarer Begründung sah der Bundesgerichtshof das Vorhalten einer Schusswaffe als Gewalt an. Die Beispiele zeigen, dass mittlerweile sowohl auf Täter- als auch auf Opferseite ein geringes Maß an Kraftentfaltung zur Annahme von Gewalt genügen konnte.

#### Begründung des vergeistigten Gewaltbegriffs durch die Laepple-Entscheidung

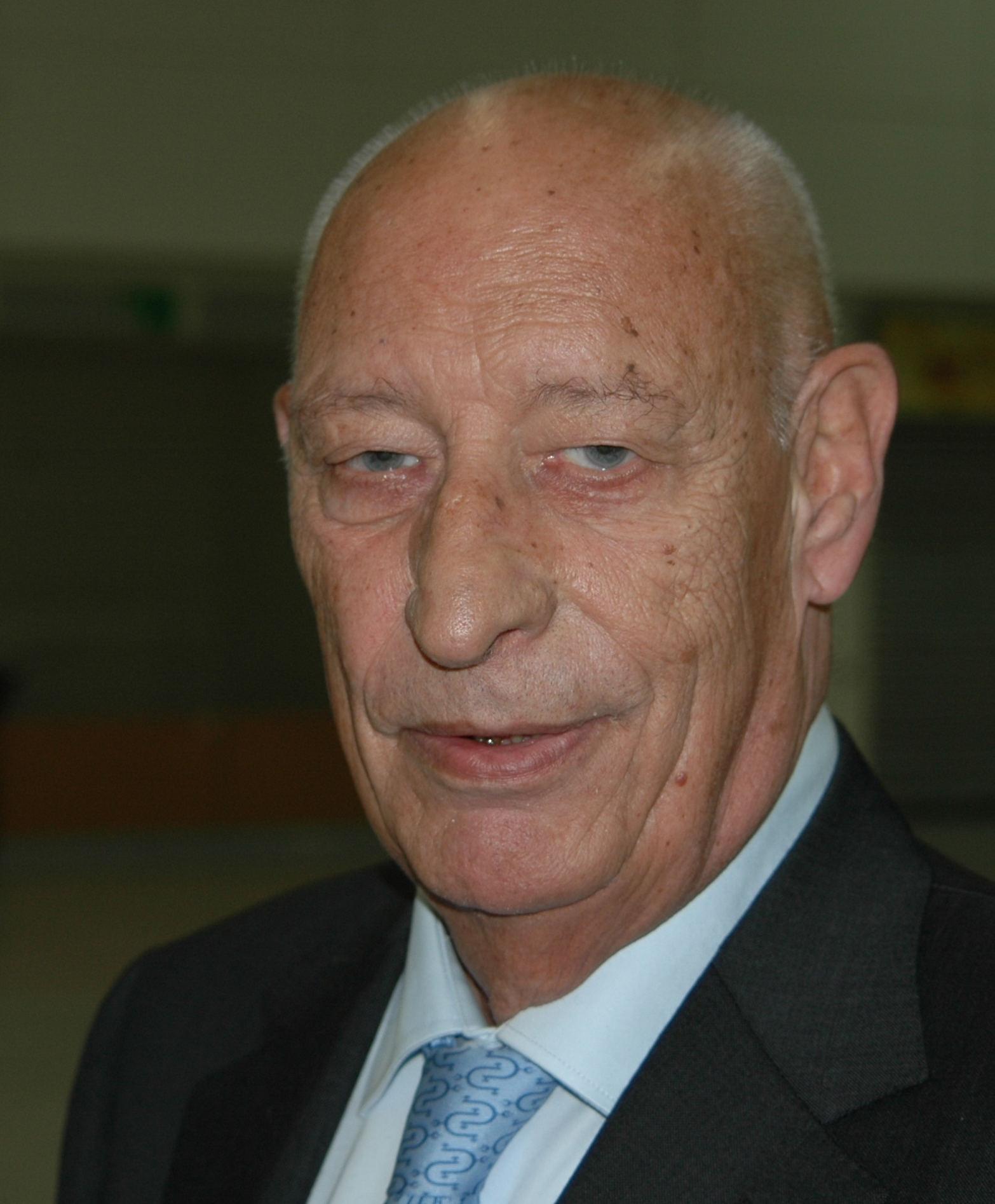
Klaus Laepple, Namensgeber des Laepple-Urteils

Eine weitere Ausdehnung erfuhr der Gewaltbegriff im Zusammenhang mit Sitzblockaden von Studenten 1966. In der insoweit grundlegenden Laepple-Entscheidung ging der Bundesgerichtshof davon aus, dass Personen, die sich auf ein Gleis setzen, um Straßenbahnführer zum Anhalten zu zwingen, durch Gewalt nötigen. Dies begründete er damit, dass die Blockierenden durch körperlichen Kraftaufwand beim Straßenbahnführer einen psychisch determinierten Prozess in Gang setzen: Für diesen entstehe eine Zwangslage, weil ihm im Fall der Kollision mit den Blockierenden eine Verurteilung wegen Totschlags drohte. Dieser Zwang sei vergleichbar mit dem, der von einer physischen Barrikade ausgehe.
Mit dieser Begründung gab die Rechtsprechung das Kriterium der körperlichen Zwangswirkung faktisch auf, indem sie auch psychisch wirkenden Zwang als Gewalt ansah, sofern es für das Opfer – ähnlich wie bei körperlichem Zwang – unmöglich oder unzumutbar war, dem Zwang auszuweichen. Diese Interpretation wird im Schrifttum vielfach als „vergeistigter Gewaltbegriff“ bezeichnet.
Diese Spruchpraxis erfuhr im Schrifttum vielfach Kritik. Durch die Einbeziehung psychischer Zwangswirkungen werde eine präzise Abgrenzung zum Nötigungsmittel der Drohung erheblich erschwert. Ferner dehne sie den Gewaltbegriff in einem solchen Ausmaß aus, dass die Grenze zwischen Strafbarkeit und Straflosigkeit kaum noch erkennbar sei. Schließlich entferne sich diese Spruchpraxis zu sehr vom geläufigen Bedeutungsgehalt des Worts Gewalt. Die zunehmende Kritik mündete in mehreren Verfassungsbeschwerden, die sich gegen strafrechtliche Verurteilungen wegen Sitzblockaden wandten. Im Mittelpunkt stand dabei jeweils das strafrechtliche Bestimmtheitsgebot, wonach Strafnormen erkennen lassen müssen, welche Verhaltensweisen strafbar sind. In seiner ersten Sitzblockadenentscheidung von 1986 konnte das Bundesverfassungsgericht infolge von Stimmengleichheit gemäß § 15 Abs. 4 S. 3 BVerfGG allerdings keine Grundrechtsverletzung feststellen. Vier Richter gingen davon aus, dass sich die Interpretation des Gewaltbegriffs durch die Strafgerichte zu weit vom gesetzlichen Wortlaut entfernt hat und daher gegen Art. 103 Abs. 2 GG verstieß. Vier Richter vertraten hingegen die Position, dass sich die Spruchpraxis der Strafgerichte im Rahmen des Wortlauts des § 240 StGB bewegte, da sie die Strafbarkeit an einen – wenn auch geringfügigen – Krafteinsatz knüpfte.
Dementsprechend hielt der Bundesgerichtshof am vergeistigten Verständnis des Gewaltbegriffs fest. So ging er in einem Fall von Gewalt aus, in dem die Polizei den fließenden Verkehr aufgrund einer Sitzblockade umgeleitet hatte. Zwar sei es hierbei nicht zu einem Kontakt zwischen Verkehrsteilnehmern und Blockierern gekommen, allerdings seien erstere auch hier einer von den Blockierern erzeugten Zwangswirkung ausgesetzt gewesen, die durch die Weisungen der Polizisten vermittelt worden sei.

#### Aufgabe des vergeistigten Gewaltbegriffs
Einen neuen Impuls erhielt die Interpretation des Gewaltbegriffs durch eine erneute Entscheidung des Bundesverfassungsgerichts aus dem Jahr 1995. Anlass zu dieser gab ein Fall, in dem ein Transporter der Bundeswehr auf dem Weg zu einem Munitionslager durch eine Sitzblockade aufgehalten wurde. Die Strafgerichte hatten die Sitzblockade auf Grundlage des vergeistigten Gewaltbegriffs als strafbare Nötigung angesehen. Das Bundesverfassungsgericht sah hierin mit fünf zu drei Stimmen einen Verstoß gegen Art. 103 Abs. 2 GG. Die Strafgerichte interpretieren den Gewaltbegriff zu weit, indem sie beinahe beliebige Zwangswirkungen zur Annahme von Gewalt genügen lassen. § 240 StGB stelle nicht pauschal das Erzeugen von Zwang unter Strafe, sondern erfordere einen Zwang durch Gewalt. Die bisherige Spruchpraxis der Strafgerichte legen den Gewaltbegriff derart weit aus, dass er strafwürdige von straflosen Einwirkungen auf den Willen anderer nicht mehr abgrenzen könne. Der vergeistigte Gewaltbegriff führe daher dazu, dass sich entgegen Art. 103 Abs. 2 GG nicht trennscharf genug zwischen erlaubtem und verbotenem Verhalten unterscheiden lässt. Der Begriff „Gewalt“ lege vielmehr nahe, dass die Zwangswirkung auf den Einsatz körperlicher Kraft zurückzuführen sein müsse. Hieran fehle es, wenn sich das Täterverhalten auf die bloße Anwesenheit an einem bestimmten Ort beschränke.
Die Entscheidung des Bundesverfassungsgerichts wurde in der Fachwelt vielfach kritisiert. Häufig wurde der Einwand erhoben, dass die Vorgaben des Gerichts zur Interpretation des Gewaltbegriffs unzulässigerweise in die Kompetenzen der Strafgerichte eingreifen. Hintergrund dieser Kritik ist, dass das Bundesverfassungsgericht lediglich die Einhaltung des Verfassungsrechts prüfen soll, weshalb es die Interpretation von Fachbegriffen durch die Fachgerichte lediglich einer Vertretbarkeitskontrolle unterzieht. Ferner sei der Inhalt des Gewaltbegriffs durch eine umfangreiche Rechtsprechung konkretisiert worden, sodass sein Inhalt hinreichend klar sei. Inhaltliche Unklarheit entstehe vielmehr durch die Entscheidung des Bundesverfassungsgerichts. Zudem werde es dem Schutzzweck der Nötigung nicht gerecht, den Gewaltbegriff auf körperliche Wirkungen zu beschränken. Diese Kritik teilten auch die drei abweichenden Richter des Bundesverfassungsgerichts, die sich in einem Sondervotum für die Verfassungskonformität der bisherigen Praxis der Strafgerichte aussprachen. Die Teilnehmer einer Sitzblockade bereiten Autofahrern ein physisches Hindernis, weshalb es sich um eine körperliche Einwirkung auf deren Willensfreiheit handle; dass die Blockierer im Kollisionsfall nicht imstande sind, Fahrzeuge physisch aufzuhalten, sei für den Begriff der Gewalt unerheblich.

#### Heutiger Stand: Stärkung des physischen Elements und Ausdifferenzierung mithilfe der Verwerflichkeitsklausel
Ungeachtet der Kritik hatte die Entscheidung des Bundesverfassungsgerichts zur Folge, dass die Strafgerichte ihre bisherige Interpretation des Gewaltbegriffs einschränken mussten. Daher gingen sie dazu über, das Körperlichkeitselement stärker zu betonen. Hieraus entstand der moderne Gewaltbegriff, wonach Gewalt eine körperliche Handlung darstellt, durch die körperlich wirkender Zwang ausgeübt wird. Im Unterschied zum vergeistigten Gewaltbegriff bedurfte es zur Tatbestandsverwirklichung nun wieder einer physischen Gewaltwirkung.
In Bezug auf Sitzblockaden wirkte sich diese dogmatische Neuorientierung im Ergebnis nicht aus, da die Strafgerichte Sitzblockaden auch weiterhin als gewaltsame Nötigung ansehen, sofern sie einen Stau auslösen. Zwar kann die passive Präsenz der Teilnehmer der Sitzblockade auf der Fahrbahn nicht mehr als Gewalt angesehen werden, da diese die Autofahrer, die unmittelbar vor ihnen halten, lediglich durch psychischen Druck an der Weiterfahrt hindern. Gegenüber diesen Fahrern scheidet die Annahme einer Gewaltanwendung daher aus. Kommen jedoch hinter diesen Fahrern weitere Fahrer zum Stehen, werden diese nicht nur durch die Sitzblockade aufgehalten, sondern zusätzlich durch die Fahrzeuge, die sich vor ihnen befinden. Von diesen geht aufgrund ihrer massiven Beschaffenheit eine physische Zwangswirkung aus. Die Teilnehmer der Sitzblockade nutzen also die Fahrer, die unmittelbar vor ihnen zum Stehen gekommen sind, gezielt zur Blockade der übrigen Autofahrer. Gegenüber diesen wenden sie also Gewalt in Form mittelbarer Täterschaft (§ 25 Abs. 1 S. 1 Alt. 2 StGB) an.
Diese inzwischen die Praxis der Strafgerichte bestimmende Argumentation wird verbreitet als „Zweite-Reihe-Rechtsprechung“ bezeichnet und im juristischen Schrifttum kontrovers erörtert. Die meisten Autoren stimmen dieser Spruchpraxis zu. Kritiker werfen dem Bundesgerichtshof zum einen vor, sich in Widerspruch zur Entscheidung des Bundesverfassungsgerichts zu setzen. Zum anderen lasse sich nicht hinreichend präzise bestimmen, unter welchen Voraussetzungen und anhand welcher Maßstäbe ein Hindernis als unüberwindbar anzusehen ist.
Das Spannungsverhältnis zwischen dieser Rechtsprechung und dem Urteil des Bundesverfassungsgerichts gab Anlass zu erneuten Verfassungsbeschwerden. In seiner Wackersdorf-Entscheidung ging das Bundesverfassungsgericht davon aus, dass sich Blockaden unter den Gewaltbegriff subsumieren lassen. Auf die Zweite-Reihe-Rechtsprechung ging es nicht ein, da diese für die Verurteilung nicht maßgeblich war. Die Täter hatten sich an ein Gebäude angekettet und hierdurch selbstständig ein physisches Hindernis bereitet, sodass es nicht darauf ankam, ob die Täter ein zusätzliches Hindernis in Form eines Staus gebildet hatten. In einer späteren Entscheidung bestätigte das Bundesverfassungsgericht die Verfassungsmäßigkeit der Zweite-Reihe-Rechtsprechung, da sich Staus aufgrund ihrer physischen Wirkung als Gewaltanwendung ansehen lassen. Es forderte allerdings dazu auf, im Rahmen der sogleich zu erörternden Verwerflichkeitsprüfung die Versammlungsfreiheit zu würdigen, um eine übermäßige Beschneidung dieses Grundrechts zu verhindern. Damit hat es die Problematik der rechtlichen Bewertung von Sitzblockaden in die flexible und stark einzelfallbezogene Verwerflichkeitsprüfung verschoben.
Eine Ausdifferenzierung mithilfe der Verwerflichkeitsklausel favorisiert die Rechtsprechung auch in Bezug auf Nötigungen im Straßenverkehr. Hierunter können insbesondere das dichte Auffahren und das Ausbremsen fallen. Auch hier erweist sich die Abgrenzung zwischen straflosem und strafbarem Verhalten als schwierig. Die Rechtsprechung geht vom Vorliegen von Gewalt aus, wenn der Täter die Masse seines Fahrzeugs nutzt, um für das Opfer eine körperliche Zwangswirkung beim Opfer herbeizuführen, typischerweise Angst oder das Bereiten eines unüberwindbaren physischen Hindernisses. Ob diese Gewaltanwendung eine Strafbarkeit wegen Nötigung begründet, hänge davon ab, ob sich die Tat als verwerflich erweist.

### Drohung mit einem empfindlichen Übel

#### Drohung
Bei einer Drohung stellt der Täter dem Opfer den Eintritt eines künftigen Übels in Aussicht und gibt vor, hierauf Einfluss zu haben. Hierbei kommt es weder darauf an, ob der Täter seine Drohung ernst meint, noch darauf, ob er die Realisierung des Übels beeinflussen kann. Es genügt, dass das Opfer von beidem ausgeht. Erkennt das Opfer, dass der Täter auf den Eintritt des angekündigten Übels keinen Einfluss hat, handelt es sich um eine nicht tatbestandsmäßige Warnung.

#### Empfindliches Übel

##### Bewertungsmaßstab
Als empfindliches Übel kommen alle Nachteile in Betracht, die über bloße Unannehmlichkeiten hinausgehen und die das Opfer im Interesse des Täters beeinflussen können. Es ist dabei nicht notwendig, dass das Übel das Opfer trifft. Soll das Übel einen Dritten treffen, genügt dies, sofern das Opfer den Nachteil des Dritten als Belastung für sich selbst empfindet.
Die Empfindlichkeit des Übels beurteilte die Rechtsprechung ursprünglich anhand eines objektiven Maßstabs: Als empfindlich galt das Übel, wenn sich seine Ankündigung eignete, einen verständigen Durchschnittsmenschen im Sinne des Täters zu lenken. Der objektiven Betrachtung wurde jedoch vielfach vorgeworfen, zu wenig Rücksicht darauf zu nehmen, dass das Schutzbedürfnis der Opfer unterschiedlich ausfallen kann. Um dies stärker zu würdigen, ging die Rechtsprechung zu einem subjektiven Maßstab über, wonach sich die Empfindlichkeit anhand des jeweiligen Opfers beurteilt. Diese individuelle und daher mit Unsicherheiten behaftete Betrachtungsweise erfährt allerdings eine normative Einschränkung: Nicht als empfindlich gelten Fälle, in denen vom Opfer verlangt werden kann, dem angekündigten Übel in besonnener Selbstbehauptung standzuhalten.

##### Fallbeispiele
Mit einem empfindlichen Übel droht, wer ein unerlaubtes Handeln ankündigt, etwa eine Körperverletzung oder eine Sachbeschädigung. Entsprechendes gilt, wenn der Täter dem Opfer androht, eine Handlung zu unterlassen, die er im Interesse des Opfers vorzunehmen verpflichtet ist. Entsprechende Pflichten können sich etwa aus einer Garantenstellung oder aus der allgemeinen Pflicht zur Erbringung zumutbarer Hilfeleistungen (vgl. § 323c StGB) ergeben. So begeht etwa eine Nötigung, wer gegenüber einem Schwerverletzten erklärt, diesem nur gegen Bezahlung zu helfen. Umgekehrt stellt das Unterlassen eines verbotenen Handelns kein empfindliches Übel dar, da das Opfer ein solches Verhalten nicht erwarten darf und daher der Drohung widerstehen muss. Dementsprechend stellt etwa die Drohung, nicht zugunsten des Opfers falsch vor Gericht auszusagen (vgl. § 153 StGB) keine Nötigung dar.
Auch die Drohung mit einem erlaubten Handeln kann ein Übel darstellen, so etwa die Drohung mit einer Strafanzeige, der Selbsttötung, der Veröffentlichung kompromittierender Informationen oder dem Veranlassen eines Schufa-Eintrags. Allerdings fehlt es in entsprechenden Fällen häufig an der notwendigen Empfindlichkeit, da dem Opfer häufig abverlangt werden kann, der Drohung standzuhalten. So verneinte die Rechtsprechung die Erheblichkeit, als der Täter einem Amtsträger angedroht hatte, Straftaten offenzulegen, die von dessen Untergebenen begangen wurden. Dies sei dem Amtsträger zuzumuten, da er aufgrund seiner Amtsstellung ein Interesse an deren Aufklärung habe.
Umstritten ist, ob sich nach § 240 StGB strafbar macht, wer mit dem Unterlassen einer Handlung droht, die er unterlassen darf. Die Rechtsprechung hält dies für möglich. So bejahte der BGH eine versuchte Nötigung in einem Fall, in dem ein Kaufhausdetektiv einer Ladendiebin angedroht hatte, eine Anzeige nicht, wie er es könnte, zu verhindern, sofern sie nicht mit ihm schliefe. Auch in einem Fall, in dem der Täter die Fortsetzung einer Geschäftsbeziehung von der Zahlung eines Schmiergelds abhängig machte, bejahte der BGH den objektiven Tatbestand der Nötigung. Die Rechtsprechung begründet die Tatbestandsmäßigkeit dieser Fälle damit, dass es für § 240 StGB nicht darauf ankomme, was man tun oder unterlassen kann, sondern darauf, womit man drohen darf. Daher sei nicht von Bedeutung, auf welche Art und Weise das empfindliche Übel bewirkt wird. Dieser Standpunkt sieht sich der Kritik aus dem juristischen Schrifttum ausgesetzt. Drohe der Täter mit dem Unterlassen einer Handlung, zu der er rechtlich nicht verpflichtet ist, schränke er den Freiheitsbereich des Opfers nicht ein, weshalb er kein strafwürdiges Unrecht verübe. Überwiegend folgt das Schrifttum indes der Rechtsprechung, da es vielfach von Formulierungsdetails abhänge, ob mit einem erlaubten Tun oder einem erlaubten Unterlassen gedroht wird. Allerdings sprechen sich viele Autoren für einen zurückhaltenden Umgang mit dieser Fallgruppe aus, um eine überzogene Ausweitung des Nötigungstatbestands zu vermeiden. So schlagen einige vor, die Strafbarkeit auf Fälle zu beschränken, in denen der Täter durch seine Drohung schutzwürdiges Vertrauen verletzt. Ein anderer Ansatz knüpft die Strafbarkeit an die Bedingung, dass dem Opfer infolge des Unterlassens ein erheblicher Nachteil droht.

### Nötigungserfolg
Bei § 240 StGB handelt es sich um ein Erfolgsdelikt. Eine Strafbarkeit wegen vollendeter Nötigung setzt daher voraus, dass die Nötigungshandlung in kausaler und objektiv zurechenbarer Weise zu einem Nötigungserfolg führt. Als solcher kommt jedes Handeln, Dulden oder Unterlassen des Opfers in Frage. Wendet der Täter vis absoluta an, besteht der Nötigungserfolg darin, dass das Opfer diese Gewalt duldet.

### Vorsatz und Nötigungsabsicht
Eine Strafbarkeit wegen Nötigung erfordert gemäß § 15 StGB, dass der Täter zumindest mit bedingtem Vorsatz handelt. Der Täter muss daher zumindest Kenntnis von den oben beschriebenen Tatbestandsmerkmalen haben und den Eintritt des Taterfolgs billigend in Kauf nehmen.
Umstritten ist, ob hinsichtlich des Nötigungserfolgs ein strengerer Maßstab anzulegen ist. Eine teilweise vertretene Ansicht verneint dies. Nach überwiegender Sichtweise muss der Täter hingegen hinsichtlich des Nötigungserfolgs absichtlich handeln. Zur Begründung verweist diese Sichtweise auf § 240 Abs. 2 StGB, der klarstelle, dass der angestrebte Nötigungserfolg den Zweck der Tat darstellen müsse. Daher genüge es nicht, wenn es sich aus Tätersicht lediglich um eine in Kauf genommene Nebenfolge handele.

## Rechtswidrigkeit

### Funktion und Struktur des Verwerflichkeitskriteriums
Liegen die Tatbestandsmerkmale einer Strafnorm vor, geht das Gesetz grundsätzlich davon aus, dass der Täter rechtswidrig handelte. Anders verhält es sich bei der Nötigung, deren Rechtswidrigkeit gemäß § 240 Abs. 2 StGB eigenständig zu begründen ist. Diese Besonderheit ergibt sich daraus, dass der Tatbestand der Nötigung so weit gefasst ist, dass er Fälle mit einschließt, die nicht strafwürdig sind. Solche Fälle sollen durch § 240 Abs. 2 StGB herausgefiltert werden. Rechtswidrig ist die Tat, wenn sie verwerflich ist. So verhält es sich, wenn sie sozialethisch derart zu missbilligen ist, dass sie einer strafrechtlichen Zurechtweisung bedarf. Dies beurteilt sich anhand einer Abwägung zwischen Nötigungsmittel und Nötigungsziel.
Die Annahme von Verwerflichkeit ist ausgeschlossen, wenn die Nötigung durch einen Rechtfertigungsgrund gerechtfertigt ist, etwa durch Notwehr (§ 32 StGB) oder durch das Festnahmerecht (§ 127 StPO).

### Prüfung der Verwerflichkeit

#### Nötigungsmittel
Die Verwerflichkeit kann sich zunächst aus der rechtlichen Missbilligung des Tatmittels ergeben. Dies kommt insbesondere in Fällen in Betracht, in denen die Anwendung des Tatmittels einen weiteren Straftatbestand erfüllt, etwa eine Körperverletzung (§ 223 StGB) oder eine Sachbeschädigung (§ 303 StGB). Das Anwenden von Gewalt genügt hingegen nach mittlerweile allgemeiner Ansicht nicht zur Begründung der Verwerflichkeit. Andernfalls drohte angesichts der zahlreichen unterschiedlichen Erscheinungsformen von Gewalt eine zu pauschale Betrachtung. Entsprechendes gilt für das Mittel der Drohung; diese ist insbesondere rechtswidrig, wenn die Ankündigung des Täters als Bedrohung nach § 241 StGB strafbar ist.
Zweifelhaft ist das Vorliegen von Verwerflichkeit demgegenüber in Bagatellfällen, in denen der Eingriff in die fremde Freiheitssphäre gering ausfällt. So verhält es sich insbesondere bei Sitzblockaden, die lediglich wenige Minuten andauern. Ebenfalls als nicht verwerflich bewertet die Rechtsprechung das Drohen mit einem Unterlassen, sofern sich dieses darauf beschränkt, dem Opfer einen Vorteil nicht zu gewähren, den dieses nicht beanspruchen kann.

#### Nötigungsziel
Ferner kann sich die Verwerflichkeit der Tat aus der Missbilligung des Ziels ergeben. So verhält es sich insbesondere in Fällen, in denen der Täter das Opfer zur Begehung einer Straftat oder Ordnungswidrigkeit nötigen will, er also einen rechtswidrigen Zweck verfolgt. Komplexer gestaltet sich die Interessenabwägung, wenn der vom Täter verfolgte Zweck rechtmäßig ist. In diesem Fall kommt es für das Verwerflichkeitsurteil maßgeblich darauf an, ob der Zweck ein Gewicht aufweist, das die Nötigung des Tatopfers ausgleicht. In Bezug auf Nötigungen im Straßenverkehr hält es die Rechtsprechung insbesondere für verwerflich, andere Verkehrsteilnehmer zu verkehrserzieherischen Zwecken zu behindern oder durch dichtes Auffahren zum Beiseitefahren zu drängen.
Für die Abwägung ist ferner von Bedeutung, ob der Täter sein Ziel auf anderem Wege hätte durchsetzen können. Diese Möglichkeit besteht insbesondere in Fällen, in denen der Täter das staatliche Gewaltmonopol missachtet. Aus diesem Grund handelt etwa ein Gläubiger verwerflich, der körperlichen Zwang einsetzt, um einen Anspruch gegen seinen Schuldner durchzusetzen. Gleiches gilt, wer zur Unterlassung eines noch nicht gegenwärtigen rechtswidrigen Angriffs nötigt.
Im Zusammenhang mit Sitzblockaden kam die Frage auf, ob sich die Bewertung des Ziels auf das Nahziel der Tat, also den angestrebten Nötigungserfolg beschränkt, oder ob darüber hinausgehend auch Fernziele in den Blick zu nehmen sind, etwa das Erreichen von politischer Aufmerksamkeit für ein bestimmtes Thema. Der Bundesgerichtshof geht davon aus, dass sich die Prüfung auf die Nahziele beschränkt, da sich die Verwerflichkeitsklausel auf die Tatbestandsmerkmale beziehe, in denen lediglich das Nahziel, der Nötigungserfolg, Niederschlag gefunden habe. Im Schrifttum werden demgegenüber zahlreiche differenzierende Sichtweisen vertreten, die sich in unterschiedlichem Umfang für eine Berücksichtigung von Fernzielen aussprechen. Begründet wird dies damit, dass eine Einbeziehung von Fernzielen zum Schutz der Grundrechte der Täter notwendig sei. Ferner lasse sich durch eine Fokussierung auf die Nahziele der für die Verwerflichkeitsbeurteilung relevante soziale Sinn der Tat nicht vollständig erfassen. Das Bundesverfassungsgericht positionierte sich diesbezüglich bislang nicht eindeutig; es hielt im Zusammenhang mit Sitzblockaden lediglich fest, dass der Einfluss der Versammlungsfreiheit (Art. 8 GG) im Rahmen der Verwerflichkeitsprüfung als Abwägungsfaktor zu würdigen sei. Weitere Abwägungsfaktoren für Sitzblockaden seien der Umfang und die Intensität der Beeinträchtigung der Öffentlichkeit, die vorherige Bekanntgabe der Aktion sowie das Bestehen eines sachlichen Zusammenhangs zwischen der Blockade und dem Blockadeziel. Keine Bedeutung habe hingegen die inhaltliche Positionierung der Täter, da sich diese einer strafrechtlichen Bewertung entziehe. Aufgrund der Vagheit der verfassungsrechtlichen Vorgaben ist die Beantwortung der Frage, ob eine Sitzblockade als rechtswidrige Nötigung anzusehen ist, mit einer beachtlichen Rechtsunsicherheit verbunden. In der Praxis wirkte sich dies zuletzt insbesondere im Zusammenhang mit den Blockadeaktionen von Mitgliedern der Vereinigung Letzte Generation aus, deren Verwerflichkeit kontrovers erörtert wird.

#### Mittel-Zweck-Relation
Sind Mittel und Zweck jeweils für sich genommen nicht verwerflich, kann sich die Verwerflichkeit der Tat daraus ergeben, dass die Verknüpfung beider Elemente anstößig ist. So verhält es sich, wenn zwischen Mittel und Ziel keine Konnexität besteht. Auf dieser Grundlage bejahte Rechtsprechung die Strafbarkeit nach § 240 StGB, als ein Chefredakteur die Veröffentlichung wahrer, rufschädigender Tatsachen in Aussicht stellte, um Aufträge für Zeitungsannoncen zu erlangen. Ebenso entschied sie über die Drohung mit einer ausländerrechtlichen Anzeige, mit der ein Schuldner zur Zahlung von Schulden gezwungen wurde. Die Drohung mit Strafanzeigen erweist sich ferner als verwerflich, wenn der Täter hierdurch eine Leistung im Sinne eines Schweigegelds erlangen will, das er nicht beanspruchen kann (sog. Chantage).

## Versuch, Vollendung und Beendigung
Die Strafbarkeit des Versuchs ergibt sich aus § 240 Abs. 3 StGB. Die Nötigung erreicht das Versuchsstadium, sobald der Täter das Nötigungsmittel einsetzt. Ein Versuch liegt insbesondere vor, wenn sich das Opfer dem Nötigungsmittel nicht beugt oder wenn das Opfer den Nötigungserfolg aus anderen Gründen als der Wirkung des Nötigungsmittels herbeiführt. Lediglich ein Versuch liegt ebenfalls vor, wenn das Nötigungsmittel sein Ziel nicht erreichen kann; so etwa in Sitzblockadefällen, in denen die Polizei den Verkehr umleitet.
Die Nötigung ist vollendet und zugleich beendet, sobald das Opfer unter dem Eindruck des Nötigungsmittels mit der vom Täter geforderten Verhaltensweise beginnt.

## Prozessuales und Strafzumessung
Im Grundsatz können für die Nötigung eine Freiheitsstrafe bis zu drei Jahren oder eine Geldstrafe verhängt werden. Der Regelstrafrahmen erhöht sich auf eine Freiheitsstrafe von sechs Monaten bis zu fünf Jahren, wenn ein besonders schwerer Fall der Nötigung vorliegt. Ein besonders schwerer Fall liegt nach § 240 Abs. 4 Satz 2 StGB in der Regel vor, wenn der Täter eine Schwangere zum Schwangerschaftsabbruch nötigt oder seine Befugnisse oder seine Stellung als Amtsträger missbraucht.
Nötigung ist ein Offizialdelikt, weshalb es zur Strafverfolgung keines Strafantrags des Genötigten bedarf.
Zugleich sind Taten (bis auf besonders schwere Fälle nach Absatz 4) nach § 374 Abs. 1 Nr. 5 StPO Privatklagedelikte, so dass die Staatsanwaltschaft den Genötigten auf den Privatklageweg verweisen kann, sofern sie nicht gemäß § 376 StPO das öffentliche Interesse an einer öffentlichen Klage bejaht. Dabei sollen auch nach der entsprechenden Gesetzesänderung weiterhin zahlreiche Fälle, wie regelmäßig solche im Straßenverkehr, wegen öffentlichen Interesses durch Anklageerhebung der Staatsanwaltschaft verfolgt werden.
Besteht die Nötigung in der Drohung mit der Offenlegung einer Straftat, kann die Staatsanwaltschaft gemäß § 154c StPO von deren Verfolgung absehen, wenn nicht entgegensteht, dass aufgrund der Schwere der Tat Sühne geboten ist (Absatz 1). Entsprechendes gilt, wenn das Opfer einer Nötigung seine vorbegangene Straftat selbst zur Anzeige bringt (Absatz 2). Auch hier gilt, dass die Schwere der vorbegangenen Straftat nicht das Gebot einer Bestrafung überwiegt. Die Vorschrift dient dem effektiven Schutz des Nötigungsopfers.

## Gesetzeskonkurrenzen
Werden im Zusammenhang mit einer Tat nach § 240 StGB weitere Delikte verwirklicht, können diese zur Nötigung in Gesetzeskonkurrenz stehen. Dies betrifft insbesondere andere Delikte, die dem Schutz der Willensfreiheit dienen, so etwa Raub (§ 249 StGB), Erpressung (§ 253 StGB), sexuelle Nötigung (§ 177 StGB) und Freiheitsberaubung (§ 239 StGB). Werden diese Tatbestände zugleich mit der Nötigung vollendet, verdrängen sie diese grundsätzlich im Rahmen der Spezialität. Eine tateinheitliche Verurteilung (§ 52 StGB) kommt allerdings in Betracht, wenn die Nötigung einen eigenständigen Unrechtsgehalt aufweist. Gleiches gilt, wenn das speziellere Delikt nicht über das Versuchsstadium hinaus gelangt. Die Bedrohung (§ 241 StGB) wird durch die Nötigung verdrängt.
Der Widerstand gegen Vollstreckungsbeamte (§ 113 StGB), ein Spezialtatbestand, der die Nötigung von Vollstreckungsbeamten bei der Vornahme von Amtshandlungen erfasst, verdrängt die Nötigung im Wege der Spezialität.

## Kriminologie
Das Bundeskriminalamt gibt jährlich eine Statistik über alle in Deutschland gemeldeten Straftaten heraus, die Polizeiliche Kriminalstatistik. Seit 1993 wird das gesamte Bundesgebiet erfasst. In den Statistiken von 1991 und 1992 wurden die alten Bundesländer und das gesamte Berlin erfasst. Frühere Statistiken erfassen lediglich die alten Bundesländer.
Bis 1999 wurde die Nötigung unter einem Schlüssel mit der Freiheitsberaubung und der Bedrohung erfasst. Erst seit 1999 existiert für die Nötigung ein eigener Schlüssel. Frühere Werte lassen sich daher nur eingeschränkt mit späteren vergleichen. Die Anzahl der gemeldeten Fälle hat sich seit 1999 beinahe verdoppelt. 2020 erfolgten mit 69.467 Fällen bislang die meisten Anzeigen. Die Aufklärungsquote bewegt sich zwischen 80 und 90 %, womit sie im Vergleich zu anderen Deliktsgruppen auf überdurchschnittlichem Niveau liegt. Fälle mit Schusswaffengebrauch sind selten; die Anzahl entsprechender Fälle entwickelt sich seit vielen Jahren rückläufig. Der Anteil der nichtdeutschen Tatverdächtigen bewegt sich im Bereich von 10 und 25 % und nimmt seit 2010 zu.
|      | Erfasste Fälle | Erfasste Fälle        | Erfasste Fälle                                | Mit Schusswaffe | Mit Schusswaffe |                  |
| Jahr | Insgesamt      | Pro 100.000 Einwohner | Anteil der versuchten Taten (absolut/relativ) | Geschossen      | Gedroht         | Aufklärungsquote |
| ---- | -------------- | --------------------- | --------------------------------------------- | --------------- | --------------- | ---------------- |
| 1987 | 52.862         | 86,5                  | 2.102 (4,0 %)                                 | 192             | 2.445           | 87,9 %           |
| 1988 | 57.072         | 93,2                  | 2.397 (4,2 %)                                 | 231             | 2.666           | 89,1 %           |
| 1989 | 60.929         | 98,7                  | 2.901 (4,8 %)                                 | 218             | 2.535           | 88,5 %           |
| 1990 | 65.368         | 104,3                 | 2.292 (3,5 %)                                 | 232             | 2.611           | 88,8 %           |
| 1991 | 70.938         | 109,1                 | 2.146 (3,0 %)                                 | 253             | 3.069           | 87,3 %           |
| 1992 | 76.676         | 116,6                 | 2.202 (2,9 %)                                 | 283             | 3.447           | 86,2 %           |
| 1993 | 102.339        | 126,4                 | 3.316 (3,2 %)                                 | 588             | 5.093           | 83,5 %           |
| 1994 | 108.584        | 133,5                 | 3.218 (3,0 %)                                 | 575             | 5.067           | 84,7 %           |
| 1995 | 113.942        | 139,7                 | 2.991 (2,6 %)                                 | 537             | 5.358           | 86,1 %           |
| 1996 | 120.435        | 147,2                 | 3.299 (2,7 %)                                 | 558             | 5.608           | 86,7 %           |
| 1997 | 126.879        | 154,7                 | 3.659 (2,9 %)                                 | 572             | 5.649           | 87,3 %           |
| 1998 | 129.786        | 158,2                 | 4.762 (3,7 %)                                 | 540             | 5.443           | 88,6 %           |
| 1999 | 34.748         | 42,4                  | 2.694 (7,8 %)                                 | 48              | 383             | 88,8 %           |
| 2000 | 37.891         | 46,1                  | 2.304 (6,1 %)                                 | 58              | 375             | 89,1 %           |
| 2001 | 39.447         | 48,0                  | 2.179 (5,5 %)                                 | 50              | 305             | 88,2 %           |
| 2002 | 48.843         | 59,2                  | 2.935 (6,0 %)                                 | 43              | 379             | 89,1 %           |
| 2003 | 51.861         | 62,8                  | 3.337 (6,4 %)                                 | 50              | 286             | 89,1 %           |
| 2004 | 56.465         | 68,4                  | 3.367 (6,0 %)                                 | 27              | 261             | 88,9 %           |
| 2005 | 56.988         | 69,1                  | 3.519 (6,2 %)                                 | 38              | 238             | 88,4 %           |
| 2006 | 57.096         | 69,3                  | 3.606 (6,3 %)                                 | 35              | 235             | 88,0 %           |
| 2007 | 59.660         | 72,5                  | 3.940 (6,6 %)                                 | 27              | 201             | 87,3 %           |
| 2008 | 62.287         | 75,8                  | 4.350 (7,0 %)                                 | 30              | 180             | 86,2 %           |
| 2009 | 63.492         | 77,4                  | 4.852 (7,6 %)                                 | 25              | 165             | 86,4 %           |
| 2010 | 63.976         | 78,2                  | 4.808 (7,5 %)                                 | 19              | 124             | 86,3 %           |
| 2011 | 63.120         | 77,2                  | 5.055 (8,0 %)                                 | 22              | 139             | 86,3 %           |
| 2012 | 62.631         | 76,5                  | 5.309 (8,5 %)                                 | 14              | 118             | 85,4 %           |
| 2013 | 64.717         | 80,4                  | 5.525 (8,5 %)                                 | 16              | 115             | 85,8 %           |
| 2014 | 65.752         | 81,4                  | 5.626 (8,6 %)                                 | 16              | 141             | 86,1 %           |
| 2015 | 64.883         | 79,9                  | 5.201 (8,0 %)                                 | 18              | 118             | 85,5 %           |
| 2016 | 68.276         | 83,1                  | 5.692 (8,3 %)                                 | 26              | 143             | 84,4 %           |
| 2017 | 67.733         | 82,1                  | 5.708 (8,4 %)                                 | 21              | 137             | 84,3 %           |
| 2018 | 66.881         | 80,8                  | 5.478 (8,2 %)                                 | 18              | 124             | 84,2 %           |
| 2019 | 66.302         | 79,9                  | 5.154 (7,8 %)                                 | 19              | 138             | 83,2 %           |
| 2020 | 69.467         | 83,5                  | 5.518 (7,9 %)                                 | 20              | 143             | 83,0 %           |
| 2021 | 66.601         | 80,1                  | 5.045 (7,6 %)                                 | 18              | 125             | 82,0 %           |
| 2022 | 62.566         | 75,2                  | 4.857 (7,8 %)                                 | 12              | 102             | 81,1 %           |